# Trenażer

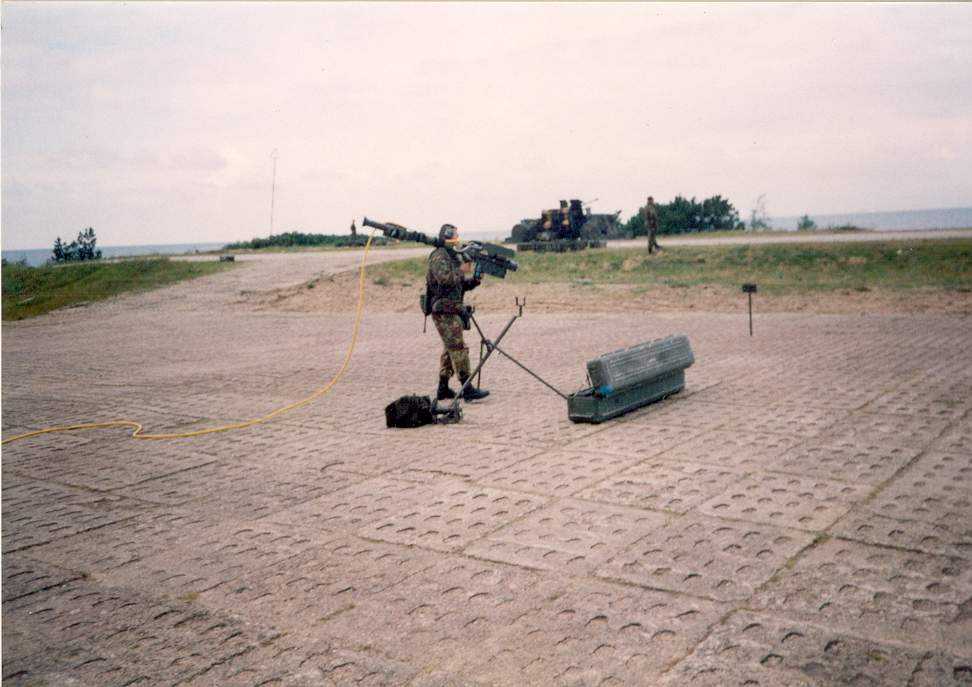
Wojskowy trenażer FIM-92 Stinger

Trenażer – urządzenie, które w warunkach sztucznych umożliwia trening jakiejś sprawności. Używane do szkolenia indywidualnego lub zespołowego. Trenażer zwykle symuluje pewne cechy jakiegoś urządzenia lub warunków zewnętrznych. Jeśli jakość symulacji jest wystarczająco dokładna to trenażer jest także symulatorem.
Trenażery używane są w każdej dziedzinie działalności człowieka, zastępując drogi sprzęt i obniżając znacznie koszt szkolenia. Niektóre pozwalają na szkolenie w warunkach zbliżonych do realnych, także ekstremalnych, umożliwiając bezpieczne uczenie się na własnych błędach. Np. pilot trenując lądowanie w symulatorze samolotu może wielokrotnie "rozbić się", dopóki nie opanuje poprawnego lądowania do perfekcji.
Potocznie słowo trenażer sugeruje zastosowanie sportowe (trenażery rowerowe, narciarskie, wioślarskie).